# Buczkowice (gmina)
Buczkowice (1976–90 gmina Szczyrk) – gmina wiejska w województwie śląskim, w powiecie bielskim. W latach 1975–1998 gmina położona była w województwie bielskim. 
Siedziba gminy to Buczkowice. Pozostałe sołectwa to: Godziszka, Rybarzowice i Kalna.
Według danych z 1 stycznia 2013 gminę zamieszkiwało 11 021 osób. Natomiast według danych z 31 grudnia 2017 roku gminę zamieszkiwało 11 250 osób.

## Struktura powierzchni
Według danych z roku 2002 gmina Buczkowice ma obszar 19,33 km², w tym:
- użytki rolne: 80%
- użytki leśne: 7%

Gmina stanowi 4,23% powierzchni powiatu.

## Demografia
W 1900 roku obszar współczesnej gminy Buczkowice stanowiło 6 ówczesnych gmin: Buczkowice (z gutsgebiete), Godziska Nowa, Godziska Stara, Godziska Wilkowicka, Kalna i Rybarzowice (z gutsgebiete). Ich łączna powierzchnia wynosiła 1936 ha (19,36 km²) a liczba ludności 5104 (gęstość zaludnienia 263,6 os./km²) zamieszkałych w 728 budynkach, z czego 5018 (98,3%) było polsko-, 54 (1,1%) niemiecko- a 21 (0,4%) innojęzycznymi, 5007 (98,1%) było katolikami, 84 (1,6%) wyznawcami judaizmu a 13 (0,3%) innej religii lub wyznania.

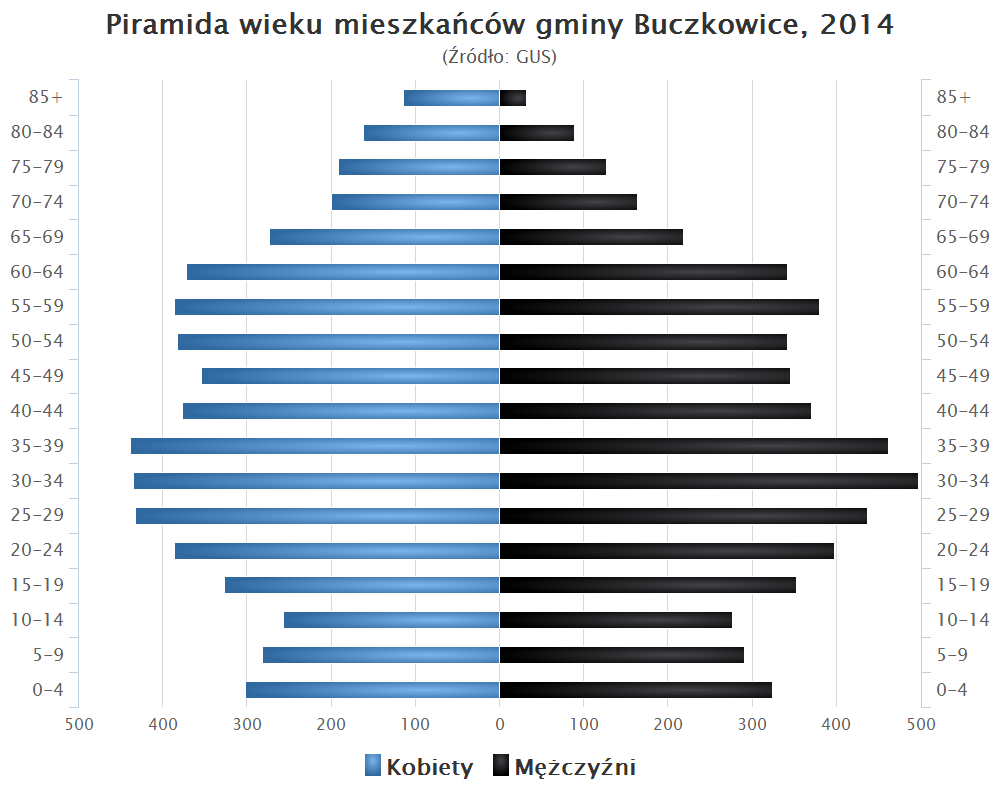
Piramida wieku mieszkańców gminy Buczkowice w 2014 roku

Dane z 1 stycznia 2013:
| Opis                              | Ogółem | Ogółem | Kobiety | Kobiety | Mężczyźni | Mężczyźni |
| --------------------------------- | ------ | ------ | ------- | ------- | --------- | --------- |
| jednostka                         | osób   | %      | osób    | %       | osób      | %         |
| populacja                         | 11 021 | 100    | 5369    | 51,2    | 5117      | 48,8      |
| gęstość zaludnienia (mieszk./km²) | 542,5  | 542,5  | 277,8   | 277,8   | 264,7     | 264,7     |

## Sołectwa
| Herb            | Sołectwo                 | TERYT   | Powierzchnia (w ha) | Ludność (2009-03-30) | Gęstość zaludnienia (os./km²) |
| --------------- | ------------------------ | ------- | ------------------- | -------------------- | ----------------------------- |
| herb Buczkowic  | Buczkowice (wieś gminna) | 0048395 | 653                 | 4102                 | 628,2                         |
| herb Godziszki  | Godziszka                | 0048521 | 312                 | 2207                 | 707,4                         |
| herb Kalnej     | Kalna                    | 0048573 | 130                 | 775                  | 596,2                         |
| herb Rybarzowic | Rybarzowice              | 0048633 | 838                 | 3448                 | 411,5                         |

## Sąsiednie gminy
Lipowa, Łodygowice, Szczyrk, Wilkowice